# Парк де Пренс
„Парк де Пренс“ (на френски: Parc des Princes, „Парк на принцовете“) е многофункционален стадион в Париж, Франция.
Капацитетът му е 48 712 зрители. ФК „Пари Сен Жермен“ играе своите домакински срещи на този стадион.
До 1998 г. Националният отбор по футбол на Франция играе домакинските си срещи на стадиона, преди да бъде построен „Стад дьо Франс“.
На „Парк де Пренс“ са играни 2 финала на европейско първенство по футбол – през 1960 и 1984 г.